# Nephodia fronsaria
Nephodia fronsaria är en fjärilsart som beskrevs av William Schaus 1912. Nephodia fronsaria ingår i släktet Nephodia och familjen mätare. Inga underarter finns listade i Catalogue of Life.